# Puente de los Suspiros (Venecia)
El Puente de los Suspiros (italiano: Ponte dei Sospiri) es uno de los puentes más famosos de Venecia (Véneto, Italia). Situado a poca distancia de la Plaza de San Marcos, une el Palacio Ducal de Venecia con la antigua prisión de la Inquisición (Piombi), cruzando el Rio Di Palazzo.

## Descripción

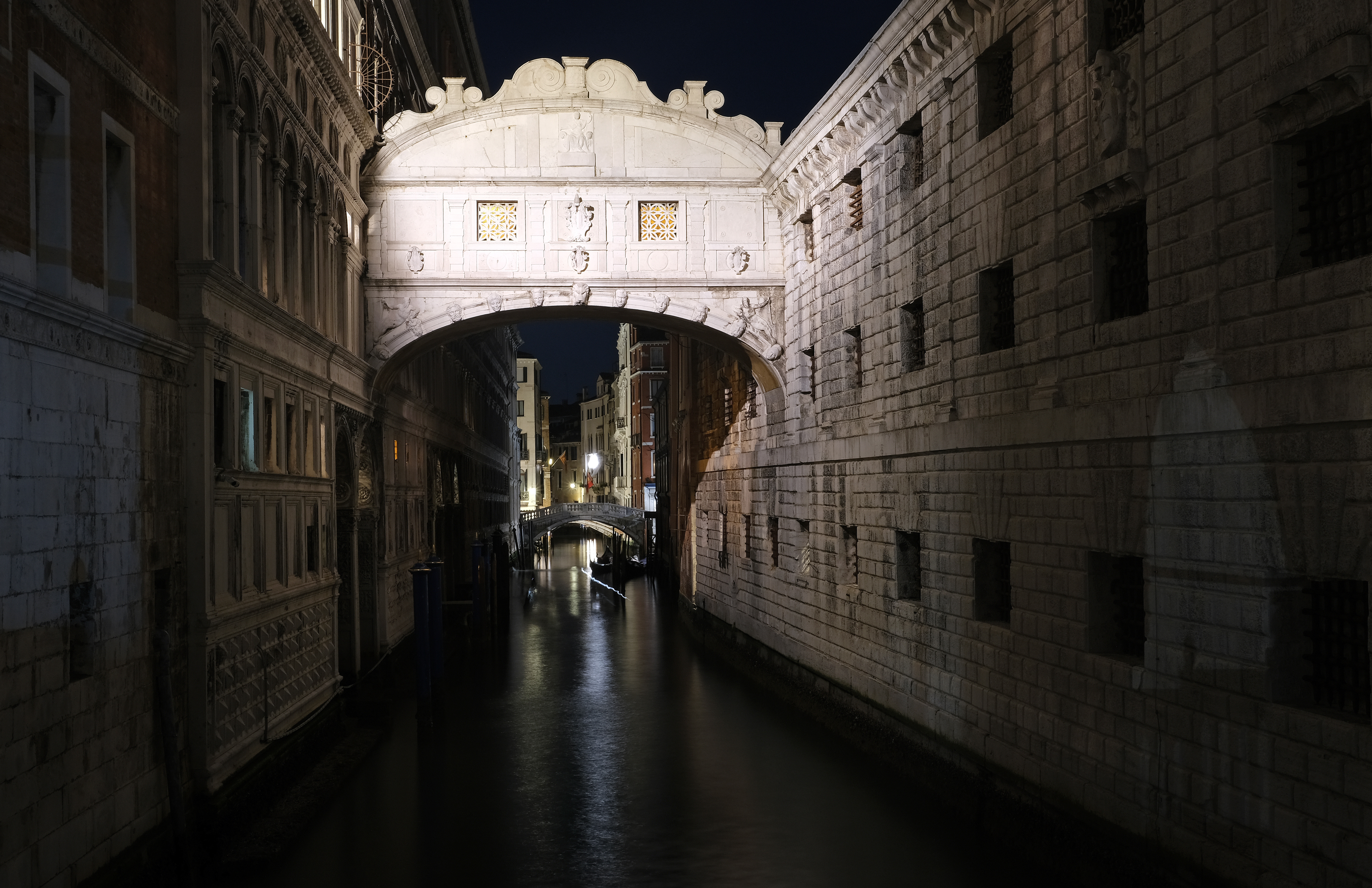
El puente de los suspiros visto de noche

Es una construcción barroca del siglo XVII que da acceso a los calabozos del palacio. Debe su nombre a los suspiros de los prisioneros que, desde aquí, veían por última vez el cielo y el mar. Nada tiene que ver con la acepción romántica que algunos autores han utilizado como recurso poético.
Para acceder al puente hay que seguir el Itinerario Secreto desde el interior del Palacio Ducal de Venecia.
Conocido en el mundo entero, es fotografiado por los miles de turistas que visitan la ciudad.